# Тенис на Летњим олимпијским играма 1908.
Тениска такмичења на Олимпијским играма у Лондону, за разлику од претходих игара у Сент Луису 1904, када жене нису учествовале, су проширена учешћем жена у појединачној конкиуренцији. Ове игре су специфичне и по томе што је први пут такмичење одвијало на два турнира. Један се играо на отвореним теренима а други у дворани. Укупно 6 такмичења. Појединци су наступали на оба турнира.
Први пут се на овим играма играо меч за треће место, што до сада није био случај, него су додељиване две бронзане медаље
На такмичењу су наступили представници 10 земаља са 50 тачмичара од тога 40 мушких и 10 жена.
Земље учеснице:
| - Аустрија - Бохемија - Уједињено Краљевство - Француска - Канада |  | - Шведска - Мађарска - Немачко царство - Холандија - Јужна Африка |

Медаље су освојиле само три екипе, од којих је најбоља била екипа Уједињеног Краљевства која је од 18 могућих освојила 15 медаља.

## Освајачи медаља
| Дисциплина                  |                                                       |                                                    |                                                     |
| Мушки појединачно           | Џосаја Ричи · Уједињено Краљевство                    | Ото Фројцхајм · Немачко царство                    | Вилберфорс Ивс · Уједињено Краљевство               |
| Мушки парови                | Џорџ Хилјард · Реџиналд Доерти · Уједињено Краљевство | Џосаја Ричи · Џејмс Парк · Уједињено Краљевство    | Чарлс Казалет · Чарлс Диксон · Уједињено Краљевство |
| Жене појединачно            | Доротиа Даглас Чејмберс · Уједињено Краљевство        | Пенелопи Бутби · Уједињено Краљевство              | Џоун Винч · Уједињено Краљевство                    |
| Мушки појединачно у дворани | Артур Гор · Уједињено Краљевство                      | Џорџ Каридија · Уједињено Краљевство               | Џосаја Ричи · Уједињено Краљевство                  |
| Мушки парови у дворани      | Артур Гор · Херберт Берет · Уједињено Краљевство      | Џорџ Каридија · Џорџ Симонд · Уједињено Краљевство | Волмар Бострем · Гунар Сетервал · Шведска           |
| Жене појединачно у дворани  | Гвендолин Истлејк-Смит · Уједињено Краљевство         | Анџела Грин · Уједињено Краљевство                 | Мерта Адлерстроле · Шведска                         |

## Биланс медаља
|   | Држава               | Злато | Сребро | Бронза | Укупно |
| - | -------------------- | ----- | ------ | ------ | ------ |
| 1 | Уједињено Краљевство | 6     | 5      | 4      | 15     |
| 2 | Немачко царство      | 0     | 1      | 0      | 1      |
| 3 | Шведска              | 0     | 0      | 2      | 2      |
|   | Укупно (3)           | 6     | 6      | 6      | 18     |